# Turkanapojken
För andra betydelser, se Turkana.

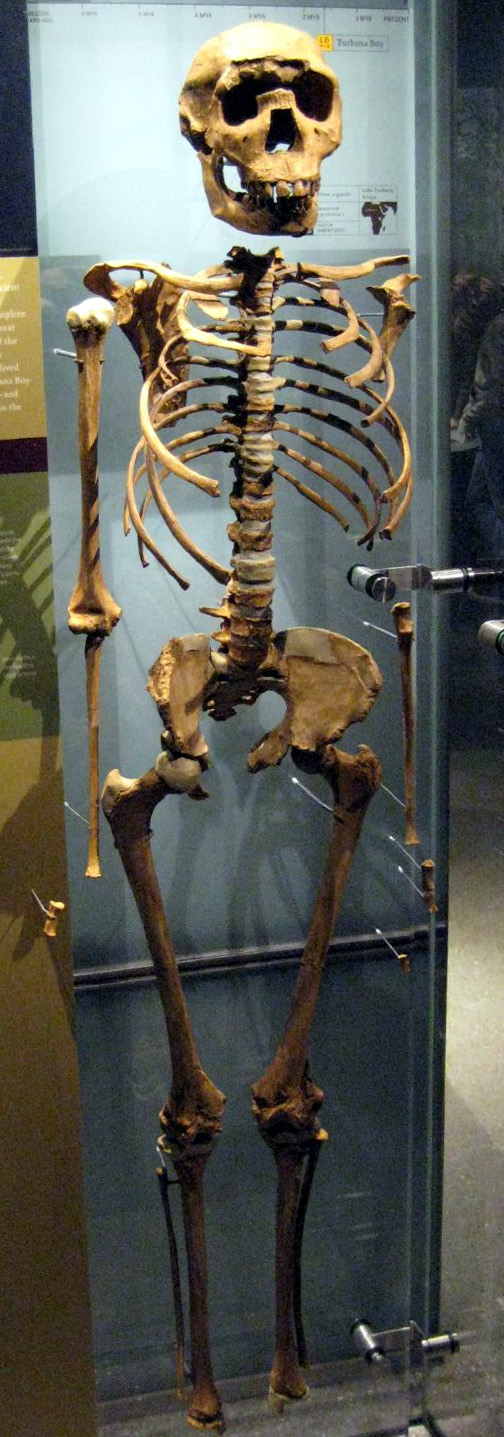
Turkanapojkens skelett

Turkanapojken kallas populärt det nästan kompletta fossila skelett av en förmänniska som påträffades 1984 av bland andra Richard Leakey och Alan Walker i flodbädden Turkana (från vilken den fått sitt namn) i östra Afrika.
Turkanapojken var antingen av arten Homo ergaster eller Homo erectus. Tidigare fynd av lämningar av Homo ergaster har varit få och icke kompletta; man har endast hittat bitar av kranier och bitar av kroppar. Homo erectus var bättre känd, men inte heller av den hade ett så komplett skelett hittats tidigare. Turkanapojkens skelett var näst intill komplett och svarade på många frågor som forskare haft om människans tidigaste förfäder.
Pojken levde för omkring 1,5 miljoner år sedan och var en upprättgående individ som var längre än vad forskarna tidigare hade trott om våra förfäder från den tiden. De hade tidigare trott att de inte blev längre än 165 cm långa, men här fann man en ung pojke som redan var längre än så, och som rimligtvis skulle ha blivit runt 180 cm lång om han hade kommit upp i vuxen ålder. Skelettet nedanför halsen är i allt väsentligt likadant som nutida människors, men skallen skiljer sig på flera punkter.
Inte alla av pojkens permanenta tänder var fullt utväxta och forskarna kunde därför dra slutsatsen att han kan ha varit runt 11–12-årsåldern när han dog. Man kom fram vid undersökningar av pojkens skelett att han troligen dog av blodförgiftning (sepsis) som börjat i munnen. Han dog i grunt vatten, kanske en vik av en sjö. Man kan se i sandspåren som idag har förstenats att flodhästar och andra djur har gått omkring där och knuffat undan den livlösa pojkens kropp. Man såg även att något har stått på pojkens ena ben och brutit benet rakt av.